# فیلمور (ویسکانسین)
فیلمور (به انگلیسی: Fillmore) یک منطقهٔ مسکونی در ایالات متحده آمریکا است که در شهرستان واشینگتن، ویسکانسین واقع شده‌است. فیلمور ۲۵۶٫۹۵ متر بالاتر از سطح دریا واقع شده‌است.